# المرحلة الثالثة في تصفيات إفريقيا لكأس العالم 2010
هذه الصفحة تقدم ملخصات مباريات الدور الثالث من تصفيات قارة أفريقيا للتأهل إلى بطولة كأس العالم لكرة القدم 2010. تأهل إلى هذا الدور 20 منتخب (12 منتخب احتلوا المركز الأول في مجموعات الدور الثاني وأفضل 8 منتخبات احتلت المركز الثاني) تم توزيعهم على 5 مجموعات في القرعة التي أقيمت يوم 22 أكتوبر 2008 زيورخ، سويسرا. جميع الفرق في كل مجموعة ستلعب بنظام الدوري الكامل في 2009، حيث سيتأهل فائزي المجموعات الخمسة إلى نهائيات كأس العالم في جنوب أفريقيا (إلى جانب جنوب أفريقيا المضيفة).
هذا الدور كانت مثابة تصفيات مؤهلة لكأس الأمم الأفريقية لكرة القدم 2010 التي تستضيفها أنغولا، حيث تأهل أفضل ثلاثة منتخبات في كل مجموعة إلى النهائيات في أنغولا.

## التصنيف
تم تصنيف المنتخبات حسب تصنيفها الشهري في أكتوبر 2008 الصادر عن الاتحاد الدولي لكرة القدم (الموضح عبر الرقم بين القوسين). تم اختيار منتخب من كل فئة ووضعه في مجموعة محددة.
| الفئة 1                                                                | الفئة 2                                                         | الفئة 3                                                                   | الفئة 4                                                                  |
| ---------------------------------------------------------------------- | --------------------------------------------------------------- | ------------------------------------------------------------------------- | ------------------------------------------------------------------------ |
| الكاميرون (12) · مصر (22) · غانا (25) · نيجيريا (27) · ساحل العاج (29) | غينيا (41) · المغرب (43) · تونس (47) · مالي (53) · الجزائر (56) | بوركينا فاسو (63) · الغابون (67) · زامبيا (70) · كينيا (79) · بنين (81) · | رواندا (87) · توغو (91) · موزمبيق (100) · السودان (106) · مالاوي (109) · |

## المجموعة 1
| فريق      | نفاط | فرق | ت | له | خ | ت | ف | لعب |
| --------- | ---- | --- | - | -- | - | - | - | --- |
| الكاميرون | 13   | 7+  | 2 | 9  | 1 | 1 | 4 | 6   |
| الغابون   | 9    | 2+  | 7 | 9  | 3 | 0 | 3 | 6   |
| توغو      | 8    | 4−  | 7 | 3  | 2 | 2 | 2 | 6   |
| المغرب    | 3    | 5−  | 8 | 3  | 3 | 3 | 0 | 6   |

|           | الكاميرون | الغابون | المغرب | توغو |
| --------- | --------- | ------- | ------ | ---- |
| الكاميرون | —         | 2–1     | 0–0    | 3–0  |
| الغابون   | 0–2       | —       | 3–1    | 3–0  |
| المغرب    | 0–2       | 1–2     | —      | 0–0  |
| توغو      | 1–0       | 1–0     | 1–1    | —    |

- تأهلت الكاميرون إلى كأس العالم لكرة القدم 2010.
- تأهل كل من الكاميرون، الغابون وتوغو إلى كأس الأمم الأفريقية لكرة القدم 2010.

| توغو         | 0 – 1 | الكاميرون |
| ------------ | ----- | --------- |
| أديبايور 11' | تقرير |           |

| المغرب       | 2 – 1 | الغابون                     |
| ------------ | ----- | --------------------------- |
| الحمداوي 83' | تقرير | ب. أوباميانج 34' · مييي 45' |

| الغابون                        | 0 – 3 منحت | توغو |
| ------------------------------ | ---------- | ---- |
| إكويل 11' · مييي 67' · برو 81' | تقرير      |      |

| الكاميرون | 0 – 0 | المغرب |
| --------- | ----- | ------ |
|           | تقرير |        |

| المغرب | 0 – 0 | توغو |
| ------ | ----- | ---- |
|        | تقرير |      |

| الغابون | 2 – 0 | الكاميرون             |
| ------- | ----- | --------------------- |
|         | تقرير | إيمانا 65' · إيتو 67' |

| توغو      | 1 – 1 | المغرب        |
| --------- | ----- | ------------- |
| ساليفو 3' | تقرير | تاعرابت 90+2' |

| الكاميرون            | 1 – 2 | الغابون   |
| -------------------- | ----- | --------- |
| ماكون 25' · إيتو 64' | تقرير | كوزين 90' |

| الكاميرون                           | 0 – 3 | الغابون |
| ----------------------------------- | ----- | ------- |
| جيريمي 29' · ماكون 46' · إيمانا 54' | تقرير |         |

| الغابون                                        | 1 – 3 | المغرب      |
| ---------------------------------------------- | ----- | ----------- |
| البراطي 43' (بالخطأ) · مولونغي 65' · كوزين 70' | تقرير | تاعرابت 88' |

| المغرب | 2 – 0 | الكاميرون           |
| ------ | ----- | ------------------- |
|        | تقرير | ويبو 19' · إيتو 52' |

| توغو      | 0 – 1 | الغابون |
| --------- | ----- | ------- |
| أييتي 71' | تقرير |         |

## المجموعة 2
| فريق    | نفاط | فرق | ت  | له | خ | ت | ف | لعب |
| ------- | ---- | --- | -- | -- | - | - | - | --- |
| نيجيريا | 12   | 5+  | 4  | 9  | 0 | 3 | 3 | 6   |
| تونس    | 11   | 3+  | 4  | 7  | 1 | 2 | 3 | 6   |
| موزمبيق | 7    | 2−  | 5  | 3  | 3 | 1 | 2 | 6   |
| كينيا   | 3    | 6−  | 11 | 5  | 5 | 0 | 1 | 6   |

|         | كينيا | موزمبيق | نيجيريا | تونس |
| ------- | ----- | ------- | ------- | ---- |
| كينيا   | —     | 2–1     | 2–3     | 1–2  |
| موزمبيق | 1–0   | —       | 0–0     | 1–0  |
| نيجيريا | 3–0   | 1–0     | —       | 2–2  |
| تونس    | 1–0   | 2–0     | 0–0     | —    |

- تأهلت نيجيريا إلى كأس العالم 2010.
- تأهل كل من نيجيريا، تونس وموزمبيق إلى كأس الأمم الإفريقية 2010.

## المجموعة 3
| فريق    | نفاط | فرق | ت | له | خ | ت | ف | لعب |
| ------- | ---- | --- | - | -- | - | - | - | --- |
| الجزائر | 13   | 5+  | 4 | 9  | 1 | 1 | 4 | 6   |
| مصر     | 13   | 5+  | 4 | 9  | 1 | 1 | 4 | 6   |
| زامبيا  | 5    | 3−  | 5 | 2  | 3 | 2 | 1 | 6   |
| رواندا  | 2    | 7−  | 8 | 1  | 4 | 2 | 0 | 6   |

|         | الجزائر | مصر | رواندا | زامبيا |
| ------- | ------- | --- | ------ | ------ |
| الجزائر | —       | 3–1 | 3–1    | 1–0    |
| مصر     | 2–0     | —   | 3–0    | 1–1    |
| رواندا  | 0–0     | 0–1 | —      | 0–0    |
| زامبيا  | 0–2     | 0–1 | 1–0    | —      |

- أنهت الجزائر ومصر المجموعة بتماثل في كل شيء حتى في سجل المواجهات فيما بينهما. تمت إقامة ملحق لحسم التعادل انتهى بفوز الجزائر 1–0 لتأهل إلى كأس العالم لكرة القدم 2010.
- تأهل كل من الجزائر، مصر وزامبييا إلى كأس الأمم الأفريقية لكرة القدم 2010.

## المجموعة 4
| فريق    | نفاط | فرق | ت | له | خ | ت | ف | لعب |
| ------- | ---- | --- | - | -- | - | - | - | --- |
| غانا    | 13   | 6+  | 3 | 9  | 1 | 1 | 4 | 6   |
| بنين    | 10   | 0   | 6 | 6  | 2 | 1 | 3 | 6   |
| مالي    | 9    | 1+  | 7 | 8  | 1 | 3 | 2 | 6   |
| السودان | 1    | 7−  | 9 | 2  | 5 | 1 | 0 | 6   |

|         | بنين | غانا | مالي | السودان |
| ------- | ---- | ---- | ---- | ------- |
| بنين    | —    | 1–0  | 1–1  | 1–0     |
| غانا    | 1–0  | —    | 2–2  | 2–0     |
| مالي    | 3–1  | 0–2  | —    | 1–0     |
| السودان | 1–2  | 0–2  | 1–1  | —       |

- تأهلت غانا إلى كأس العالم 2010.
- تأهل كل من غانا، بنين ومالي إلى كأس الأمم الإفريقية 2010.

## المجموعة 5
| فريق                                | نفاط | فرق (توضيح) | تاء | الله | خاء | تاء | فاء | لعب |
| ----------------------------------- | ---- | ----------- | --- | ---- | --- | --- | --- | --- |
| ساحل العاج                          | 16   | 15+         | 4   | 19   | 0   | 1   | 5   | 6   |
| بوركينا فاسو                        | 12   | 1−          | 11  | 10   | 2   | 0   | 4   | 6   |
| مالاوي                              | 4    | 7−          | 11  | 4    | 4   | 1   | 1   | 6   |
| قالب:بيانات بلد واجهة مستخدم رسومية | 3    | 7−          | 14  | 7    | 5   | 0   | 1   | 6   |

|              | بوركينا فاسو | ساحل العاج | غينيا | مالاوي |
| ------------ | ------------ | ---------- | ----- | ------ |
| بوركينا فاسو | —            | 2–3        | 4–2   | 1–0    |
| ساحل العاج   | 5–0          | —          | 3–0   | 5–0    |
| غينيا        | 1–2          | 1–2        | —     | 2–1    |
| مالاوي       | 0–1          | 1–1        | 2–1   | —      |

- تأهلت ساحل العاج إلى كأس العالم لكرة القدم 2010.
- تأهل كل من ساحل العاج، بوركينا فاسو وملاوي إلى كأس الأمم الأفريقية لكرة القدم 2010.

## الهدافون
تم تسجيل 134 هدف في أكثر من 60 مباراة بمعدل 2.23 هدف لكل مباراة. 
6 أهداف
- ديديه دروغبا

5 أهداف
- موموني داغانو

4 أهداف
- ماثيو أمواه

3 أهداف
| - صامويل إيتو - محمد أبو تريكة | - باسكال فيندونو - فريديريك كانوتي | - تشيوكيبو مسووويا - فيكتور نسوفور أوبينا |

هدفان
| - عبد القادر غزال - رفيق صايفي - محمد أودو - رزاق أوموتويوسي - أكيلي إيمانا - جان ماكون - باكاري كوني | - روماريك - يايا توريه - غيرفينهو - حسني عبد ربه - عمرو زكي - دانييل كوزين - روغوي مييي | - دينيس أوليتش - عادل تاعرابت - أوبافيمي مارتينز - مدثر الطاهر - أسامة الدراجي - عصام جمعة |

هدف
| - نذير بلحاج - مجيد بوقرة - رفيق زهير جبور - كريم مطمور - كريم زياني - سيداث تشوموغو - رومالد بوكو - أريستيد بانسي - محمدو كيري - حبيب باموغو - جوناثان بيترويبا - ألان تراوري - سولومون كالو - عبد القادر كيتا - سياكا تييني - بيير ويبو - أحمد حسن - عماد متعب - برونو إكويل مانغا | - إريك مولونغي - بيير أوباميانج - مويسي برو أبانغا - أنتوني أنان - كوادوو أسامواه - مايكل إيسيان - سولي علي مونتاري - البرنس تاغو - محمدو باه - سامبيغو بانغورا - عمر كالابان - كامل زاياتي - مكدونالد ماريغا - جوليوس أووينو - ألان وانغا - جاكوب نغويرا - مامادو ديالو - لاسانا فاني - موديبو مايغا | - تينيما نديي - مامادو ساماسا - منير الحمداوي - دومينغيز - تيكو تيكو - داريو مونتيرو - مايكل إنرامو - أوسازي أوديموينغي - إيكيتشوكوو أوتشي - ياكوبو إيغبيني - باتريك موتيسا مافيسانغو - إيمانويل أديبايور - مصطفى ساليفو - فلويد أييتي - عمار الجمل - نبيل تايدر - وسيم بن يحيى - رينفورد كالابا - فرانسيس كاسوندي |

أهداف بالخطأ
| - مامادو تول (لصالح ساحل العاج) | - سايدو بانانديتيغويري (لصالح ساحل العاج) | - هشام محذوفي (لصالح الغابون) |